# ديفيد سوليفان
ديفيد سوليفان (بالإنجليزية: David Sullivan) ، من مواليد 1 فبراير 1949 ، ترأس نادي برمنغهام سيتي في فترة من الفترات.

## روابط خارجية
- ديفيد سوليفان على موقع IMDb (الإنجليزية)
- ديفيد سوليفان على موقع قاعدة بيانات الفيلم (الإنجليزية)